# Tetonia
Tetonia és una població dels Estats Units a l'estat d'Idaho. Segons el cens del 2000 tenia 247 habitants.

## Demografia
Segons el cens del 2000, Tetonia tenia 247 habitants, 87 habitatges, i 64 famílies. La densitat de població era de 187 habitants/km².
Dels 87 habitatges en un 46% hi vivien nens de menys de 18 anys, en un 57,5% hi vivien parelles casades, en un 10,3% dones solteres, i en un 25,3% no eren unitats familiars. En el 21,8% dels habitatges hi vivien persones soles el 4,6% de les quals corresponia a persones de 65 anys o més que vivien soles. El nombre mitjà de persones vivint en cada habitatge era de 2,84 i el nombre mitjà de persones que vivien en cada família era de 3,29.
Per edats la població es repartia de la següent manera: un 36% tenia menys de 18 anys, un 8,9% entre 18 i 24, un 31,2% entre 25 i 44, un 14,6% de 45 a 60 i un 9,3% 65 anys o més.
L'edat mediana era de 28 anys. Per cada 100 dones de 18 o més anys hi havia 105,2 homes.
La renda mediana per habitatge era de 42.500 $ i la renda mediana per família de 42.679 $. Els homes tenien una renda mediana de 35.455 $ mentre que les dones 22.500 $. La renda per capita de la població era de 17.100 $. Aproximadament el 4,5% de les famílies i el 3,9% de la població estaven per davall del llindar de pobresa.

## Poblacions més properes
El següent diagrama mostra les poblacions més properes.